# Ботушанська Домка Сидорівна
Домка Сидорівна Ботушанська (* 18 вересня 1912, с. Глибока Серетського повіту Герцогства Буковина Австро-Угорської імперії (нині — смт Глибоцького району Чернівецької області України) — † 31 жовтня 1994, м. Мелітополь Запорізької області України) — українська письменниця, поетеса, публіцистка, педагогиня, художниця, писанкарка, вишивальниця та громадська діячка.

## Життєпис
Народилась у небагатій багатодітній сім'ї. В школу змогла піти тільки в четвертий клас ромуномовної народної школи, перед цим з допомогою батька освоїла матеріал за попередні три класи, в шостому вже була відмінницею.
З дитинства була змушена брати участь у хатніх і польових роботах. Працюючи, випадково наступила на іржавий гвіздок, що призвело до зараження крові, довгого лікування.
Домка любила вишивати, розписувати писанки, багато читала: улюбленими були «Кобзар» Шевченка, твори Лесі Українки, Ольги Кобилянської. Робила спроби писати вірші і оповідання. Вперше надрукувала свої поезії в буковинській нелегальній газеті «Нове життя».
Проявивши хист до малювання, з 1936 по 1940 рік навчалась художній майстерності в чернівецького художника Євзебія Ліпецького та заочно навчалась в чернівецькому ліцеї «Олтя Домна», який закінчила в 1939 році.
Була учасницею театрального гуртка в рідному селі, а також створила гурток української мови для глибоцької молоді.
Після того, як Північна Буковина увійшла до складу Української РСР в 1940 році, закінчила вчительські курси в м. Сторожинці і розпочала педагогічну діяльність в Глибоцькій початковій школі.
Домка Ботушанська була активною авторкою газети «Радянська Буковина», друкувалася в альманасі «Вільна Буковина», її картини почали з'являтися на виставках.
Восени 1940 року в Чернівцях відбулася перша виставка образотворчого мистецтва, на якій були представлені також роботи Ботушанської.
Її творчість не залишилася непоміченою. У 1940 році режисерка Юлія Солнцева зняла документальний фільм «Буковина — земля українська», де були кадри і про Домку Ботушанську.
В 1941 році Ботушанська стала учасницею першого у Чернівцях з'їзду письменників. Там же знайомиться з письменниками М. Бажаном, А. Малишком, В. Сосюрою, Г. Мізюном, Марією Пригарою.
У червні 1941 року знову загострилася її хвороба, і за клопотанням буковинських письменників Ольги Кобилянської та Г. М. Мізюна вона вирушила на лікування в Крим, м. Саки. Лікування через два тижні було перервано війною, змушена повертатися на Буковину.
Поїзд, у якому вона їхала, рухався з великими зупинками, переважно вночі, а перед Мелітополем зовсім зупинився. Серед людей, які допомогли Ботушанській дістатися до Мелітополя, був молодий художник Онисим Солоненко, з яким вона через якийсь час одружилася.
Згодом влилася в літературне життя краю. Входила до літературної студії імені Петра Ловецького. Постійно її твори друкувались на сторінках радянських та обласних газет. В Мелітополі мисткиня провела все подальше життя. Народила й виховала трьох дітей. Має вірш: «Тимчасово зупинилась я в Мелітополі…».
Але найбільше її талант оцінили в рідній Буковині. Її вірші постійно з'являлися в альманахах «Вільна Буковина», «Літературна Буковина», в місцевих Чернівецьких газетах. У Мелітополь із Чернівців не раз приїздили студенти держуніверситету, вивчали творчість поетеси, захищали по ній дипломи.
Ботушанська активно спілкувалася з відомими письменниками, літературознавцями, художниками.
Протягом життя Домка Ботушанська написала біля 700 поезій, 1000 публіцистичних статей, дві п'єси («Зустріч у редакції», «Клятва і пантера»). Найбільшою працею став роман про власне життя і Буковину «Підземний дзвін». За життя авторки було видано одну поетичну збірку «Сини весни» з найкращими віршами. Вірші Ботушанської прості за формою, позначені елегійністю, її поезія відрізняється самобутністю, національним забарвленням, ліричністю і музичністю. Багато віршів Ботушанської покладено на музику українськими і радянськими композиторами.
Домка Ботушанська переклала окремі поезії Васіле Александрі.
Авторка спогадів про суспільно-політичне життя на Буковині в 1920-1940 роках. Також залишила вісім рукописних книжок з віршами, записами пісень, колядок, щедрівок, які виконувалися до 1940 року на Буковині.
Ботушанська написала біля 70 картин, які зберігаються в різних музеях України, в тому числі серію історичних портретів Т. Шевченка, Ю. Федьковича, Лесі Українки, Ольги Кобилянської, Євгенії Ярошинської, М. Черемшини, О. Довженка, М. Мінтенка та інші. Крім портретів митців, Ботушанська створила серію портретів з народу — селян, робітників, дітей. У доробку художниці є живописні зображення природи, кілька автопортретів. Домка Ботушанська проілюструвала власний роман «Підземний дзвін».
В 2015 році було видано альбом-посібник «Її нарекли народною…», в який увійшло 33 роботи художниці.
В 1971 році в Центральному архіві літератури і мистецтва у Києві було створено фонд Домки Ботушанської. Він досить великий і складається з найрізноманітніших матеріалів.
Домка Ботушанська пішла з життя 31 жовтня 1994 року після важкої і тривалої хвороби. Похована в Мелітополі на алеї Слави.

## Вшанування
- Ботушанська — народна поетеса і народна художниця Буковини.
- В Центральному архіві літератури і мистецтва у Києві створено фонд Домки Ботушанської.
- Діє музей Д. Ботушанської в стм Глибока Чернівецької області [Архівовано 7 жовтня 2018 у Wayback Machine.].
- Домка Ботушанська — почесна громадянка Мелітополя.
- Створено відділ у Мелітопольському краєзнавчому музеї [Архівовано 21 квітня 2019 у Wayback Machine.]
- У інформаційно-біографічному збірнику «Кто есть кто на Мелитопольщине» у розділі «Память региона» є сторінка про Домку Ботушанську, де, зокрема, сказано: «Она не просто состояла в литературном объединении г. Мелитополя, но была его душой, лидером… Во многих учебных заведениях города сегодня факультативно изучают ее творчество». [с. 471].

## Публікації
- Ботушанська Д. Сини весни: вірші та коломийки / упоряд. та авт. вступ. ст. В.Лесина. — Ужгород: Карпати, 1973. — 48 с.
- Ботушанська Д. Підземний дзвін. Роман. 1994.
- Ботушанська Д. Пісні рідної землі: вірші різних років. — Мелітополь, 2006. — 235 с.
- Ботушанська Д. Вітру з Буковини; Повертає слово… : [вірші] // Великий Луг: поезії. — Запоріжжя, 2002. — С.12 — 13.
- Ботушанська Д. Вийду на Молочну ; Літо: [вірші] // Я живу в Мелитополе: поэтический сборник. — Мелитополь, 2000. — С.69, 86.
- Ботушанська Д. Вибрані поезії // Літературний світовид Мелітопольщини: хрестоматія / упоряд. Зайдлер Н. В., Гончаренко О. М.— Мелітополь: Видавничий будинок ММД, 2009.— С. 416—427.

## Родина
- Чоловік — Онисим Солоненко, художник.
- Сини — Євген і Віталій, обидва художники;
- Донька — Ольга, музикант.